# Cléo Hamon
Pour les articles homonymes, voir Hamon.
Cléo Hamon (née le 25 novembre 2001 à Cormeilles-en-Parisis) est une patineuse artistique française.
Elle est sacrée championne de France en couple avec Denys Strekalin lors de l'édition 2020 à Dunkerque, puis obtient une 9e place aux championnats d'Europe Séniors pour sa première participation. Juste avant le confinement en France, elle termine 5e du championnat du monde juniors de patinage artistique .
En 2021, le couple est sacré champion de France lors des championnats de France de patinage artistique à Vaujany. En mars, le couple se classe 20e des championnats du monde séniors à Stockholm.

## Biographie

### Reconversion
En 2022, elle participe à la saison 11 du Meilleur Pâtissier sur M6.

## Palmarès
Avec son partenaire Denys Strekalin
| Compétition                                                             | 2017 | 2018 | 2019 | 2020 | 2021 |
| Jeux olympiques d'hiver                                                 |      |      |      |      |      |
| Championnats du monde                                                   |      |      |      | CA   | 20e  |
| Championnats d’Europe                                                   |      |      |      | 9e   | CA   |
| Championnats de France                                                  |      | 2e   | 2e   | 1re  | 1re  |
| Championnats du monde juniors                                           | 14e  | 11e  | 9e   | 5e   | CA   |
| Légende : CA = Compétitions annulées à cause de la pandémie de Covid-19 |      |      |      |      |      |